# 2019年楽天ジャパン・オープン・テニス選手権
2019年楽天ジャパン・オープン・テニス選手権は、2019年9月30日から10月6日にかけて東京都・江東区の有明コロシアム及び有明テニスの森公園で開催された、男子プロテニスATPツアーの大会である。サーフェスは屋外ハード。

## シングルス

### シード選手
| 国             | 選手                 | ランキング1 | シード |
| -------------- | -------------------- | ----------- | ------ |
| セルビア       | ノバク・ジョコビッチ | 1           | 1      |
| クロアチア     | ボルナ・チョリッチ   | 14          | 2      |
| ベルギー       | ダビド・ゴファン     | 15          | 3      |
| フランス       | ブノワ・ペール       | 23          | 4      |
| フランス       | リュカ・プイユ       | 24          | 5      |
| クロアチア     | マリン・チリッチ     | 28          | 6      |
| アメリカ合衆国 | テイラー・フリッツ   | 30          | 7      |
| オーストラリア | アレックス・デミノー | 31          | 8      |

- 2019年9月23日付のランキングに基づく

### ワイルドカード
以下の3名がワイルドカードで本戦に出場した。
- ダニエル太郎
- 杉田祐一
- 添田豪

### 予選勝者
以下の4名が予選を勝ち上がり本戦に出場した。
- パブロ・アンドゥハル
- 内山靖崇
- ジョン・ミルマン
- アレクセイ・ポピリン

その他以下の選手がSE（予選免除）で本戦に繰り上がった。
- ロイド・ハリス

### 出場辞退
- ケビン・アンダーソン →  ロレンツォ・ソネゴ
- 錦織圭 →  ミオミル・ケツマノビッチ
- ミロシュ・ラオニッチ →  西岡良仁
- スタン・ワウリンカ →  フィリプ・クライノビッチ
- ピエール＝ユーグ・エルベール →  ジョーダン・トンプソン
- ラスロ・ジェレ →  フアン・イグナシオ・ロンデロ

## ダブルス

### シード選手
| 国             | 選手1                    | 国           | 選手2                          | ランキング1 | シード |
| -------------- | ------------------------ | ------------ | ------------------------------ | ----------- | ------ |
| スペイン       | マルセル・グラノリェルス | アルゼンチン | オラシオ・セバジョス           | 12          | 1      |
| フランス       | ニコラ・マユ             | フランス     | エドゥアール・ロジェ＝バセラン | 35          | 2      |
| アメリカ合衆国 | ラジーブ・ラム           | イギリス     | ジョー・ソールズベリー         | 39          | 3      |
| クロアチア     | マテ・パビッチ           | ブラジル     | ブルーノ・ソアレス             | 39          | 4      |

- 2019年9月23日付のランキングに基づく

### ワイルドカード
以下の2組がワイルドカードで本戦に出場した。
- ファブリス・マルタン /  内山靖崇
- ルーク・バンブリッジ /  マクラクラン勉

### 予選勝者
以下の組が予選を勝ち上がり本戦に出場した。
- ディヴィジ・シャラン /  アーテム・シタック

## 優勝

### シングルス
ノバク・ジョコビッチ def.  ジョン・ミルマン, 6-3, 6-2
- ジョコビッチは大会初優勝。

### ダブルス
ニコラ・マユ /  エドゥアール・ロジェ＝バセラン def.  ニコラ・メクティッチ /  フランコ・シュクゴール, 7-6(9-7), 6-4

### 車いすシングルス
国枝慎吾 def.  ステファン・オルソン, 6-0, 6-2